# Laurera megasperma
Laurera megasperma är en lavart som först beskrevs av Jean François Montagne, och fick sitt nu gällande namn av Riddle. Laurera megasperma ingår i släktet Laurera och familjen Trypetheliaceae.   Inga underarter finns listade i Catalogue of Life.